# Culex foliatus
Culex foliatus är en tvåvingeart som beskrevs av Steffen Lambert Brug 1932. Culex foliatus ingår i släktet Culex och familjen stickmyggor. Inga underarter finns listade i Catalogue of Life.